# Ondrej Ištók
Ing. Andrej Ištók (22. prosince 1936, Dvorianky – 7. listopadu 2013, Košice) byl slovenský fotbalista, obránce a fotbalový trenér.

## Fotbalová kariéra
V československé lize hrál za Slovan Nitra a Lokomotívu Košice. V československé lize nastoupil ve 226 utkáních a dal 2 góly. V juniorské reprezentaci nastoupil v 1 utkání.

## Trenérská kariéra
Trénoval Lokomotívu Košice a byl asistentem Evžena Hadamczika u olympijské reprezentace pro OH 1984.

## Ligová bilance
| Ročník                                   | Zápasy | Góly | Klub              |
| ---------------------------------------- | ------ | ---- | ----------------- |
| 1. československá fotbalová liga 1959/60 | 23     | 0    | Slovan Nitra      |
| 1. československá fotbalová liga 1960/61 | 25     | 0    | Slovan Nitra      |
| 1. československá fotbalová liga 1961/62 | 13     | 1    | Slovan Nitra      |
| 1. československá fotbalová liga 1962/63 | 21     | 0    | Slovan Nitra      |
| 1. československá fotbalová liga 1965/66 | 24     | 0    | Lokomotíva Košice |
| 1. československá fotbalová liga 1966/67 | 17     | 0    | Lokomotíva Košice |
| 1. československá fotbalová liga 1967/68 | 24     | 1    | Lokomotíva Košice |
| 1. československá fotbalová liga 1968/69 | 22     | 0    | Lokomotíva Košice |
| 1. československá fotbalová liga 1969/70 | 27     | 0    | Lokomotíva Košice |
| 1. československá fotbalová liga 1970/71 | 24     | 0    | Lokomotíva Košice |
| 1. československá fotbalová liga 1971/72 | 3      | 0    | Lokomotíva Košice |
| LIGA CELKEM                              | 226    | 3    |                   |